# Капустинцы (Яготинский район)
Капу́стинцы (укр. Капустинці) — село в Яготинском районе Киевской области Украины. Население по переписи 2001 года составляло 914 человек.

## История
Официальная дата основания — 1723 год (но вероятно, что село основано раньше, так как упоминается на карте Боплана 1650 года). В XVIII веке село входило в состав Яготинской сотни Переяславского полка Войска Запорожского. После — в составе Пирятинского уезда Полтавской губернии Российской империи, где находилось до 1917 года.
С 1779 года в селе Михайловськая церковь
Есть на карте 1812 года.
В XIX веке в селе была открыта начальная церковно-приходская школа. На начало XX века Капустинцы все ещё было преимущественно казачьим селом.
С 1941 года село находилось под нацистской оккупацией, освобождено 21 сентября 1943 года. С 1 октября 1943 года начала работать школа.
В селе Капустинцы установлены три памятника жителям села, в большинстве своем христианам-степнякам Поднепровья, русинам и казакам-украинцам с деда-прадеда:
- погибшим в Гражданскую войну
- погибшим во время голода 1932—1933 годов
- погибшим в Великую Отечественную войну

Также в селе имеется краеведческий музей, созданный местными учителями, в т.ч. краеведами Перешивкой Ф.Ф. и Петричком В.М. в 1970-х-1980-х гг. Определенное участие в создании краеведческого музея села принимали и другие жители и учителя села и других сел округи.

## Административное подчинение
Село Капустинцы в разные времена входило в состав следующих административных единиц:
- до 1917 г. — Капустинскую волость, Пирятинского уезда Полтавской губернии Российской империи
- 1922—23 гг. — Капустинскую волость Пирятинского уезда Полтавской губернии
- 1923—26 гг. — Ковалевский район Золотоношского округа Полтавской области
- 1926—31 гг. — Бырловский район Прилуцкого округа Полтавской области
- 1931—35 гг. — Драбовский район Прилуцкого округа Полтавской области
- 04.1935 — 06.1935 — Драбовский район Киевской области
- 1935—40 гг. — Бырловский район Харьковской области
- 1940—54 гг. — Ковалевский район Полтавской области
- 1954—59 гг. — Шрамковского района Черкасской области
- с 1959 г. — Яготинский район Киевской области

## Местный совет
Административный центр Капустинского сельского совета.
Адрес местного совета: Киевская область, Яготинский район, с. Капустинцы, улица Мира, 18.

## Известные жители и уроженцы
- Бирюкович, Пётр Викторович (1909—1988) — советский психиатр, медик, педагог
- Косяченко, Анна Яковлевна (род. 1937) — депутат Верховного Совета УССР 9—11 созывов;
- Онищенко, Григорий Потапович (1906—1968) — депутат Верховного Совета УССР 2—6 созывов;
- Шелех, Николай Родионович (1913–?) – советский партийный деятель